# اعتدال (حوسبة)
في مجال الحوسبة، يشير مصطلح الاعتدال إلى تطبيق فلسفات ومبادئ الحركة المعتدلة في تصميمات واستخدامات الأجهزة والبرامج.

## معلومات تاريخية
في أواخر سبعينيات القرن العشرين وبدايات الثمانينيات؛ ومع ظهور الأجيال الأولى للحواسيب الشخصية، اضطر المبرمجون إلى العمل في إطار المصادر المحدودة، والباهظة التكاليف أيضًا المتاحة في ذلك الوقت. حيث كانت ذاكرة الوصول العشوائي (RAM) بمساحة 8 أو 16 كيلوبايت هي الشائعة حينها، بينما كانت الذاكرة بمساحة 64 كيلوبايت تعتبر ضخمة، وكانت تمثل حيز العنوان الكلي لوحدات المعالجة المركزية 8-بت في ذلك الوقت. وتطلب أي توسع أعلى من 64 كيلويايت تحويل بنكي أو توفير وحدة معالجة مركزية 16-بت متقدمة. وتراوحت سعات التخزين بين الأقراص الممغنطة، مقاس 5.25 بوصة وتستطيع أن تحمل ما بين 88 إلى 170 كيلوبايت، والأقراص الصلبة التي تحمل حوالي 10 ميجابايت، وكانت تتكلف آلاف الدولارات.
ومع الوقت، تضاعف حجم ذاكرة الحاسوب الشخصي، واستفادت البرامج السائدة في ذلك الوقت من تلك الإمكانات الجديدة كثيرًا. وعلى النقيض، ظلت متطلبات النظام الخاصة بالبرامج القديمة كما هي ولم تتغير. ونتيجة لذلك، حتى أكثر برامج الماضي تميزًا وتقدمًا تبدو معتدلة مقارنةً بالبرامج الحالية. ولكن أغلب هذه البرامج يُعد الآن من البرامج المهجورة.
ومع تطور إمكانات ومتطلبات نظم برامج سطح المكتب المعروفة ونظم التشغيل خلال ثمانينيات وتسعينيات القرن العشرين، وبعد أن سيطرت بعض القوى المتصارعة على مجال تطوير البرامج وقدمت العديد من مناهج التطوير الحديثة، اتبع بعض المطورين فلسفة الاعتدال واختاروا تقليل برامجهم طبقًا لأحجام أو أُطر محددة مسبقًا. ولذلك، قد يؤدي التركيز على فكرة تحسين البرامج لإنتاج برامج معتدلة، حيث عمل المبرمجون على تقليل عدد العمليات التي تستخدمها برامجهم لزيادة سرعة التنفيذ.
في أوائل القرن الحادي والعشرين، نجح التقدم الذي حدث في أجهزة الحاسوب في تسليط الضوء على فكرة الاعتدال. فلم تعد هناك حاجة لشراء جهاز حاسوب مكتبي شخصي متطور لمجرد القيام بالمهام الحوسبية المعتادة. ومقارنة بالحواسيب المكتبية، فإن الأجهزة النقالة مثل الهواتف الذكية، والحواسيب اللوحية، وأجهزة النت بوك، وحواسيب القابس؛ عادةً ما تحتوي على ذاكرة صغيرة، ومعالجات أبطأ، وتتبع كل هذه الأجهزة فكرة الاعتدال في تصميمها. ويعتبر متصفح جوجل كروم من جوجل؛ ونظام تشغيل جوجل كروم نماذج يضرب بها المثل كثيرًا في التصميم المعتدل. وأيضًا قررت شركة مايكروسوفت عند إطلاقها ويندوز 8 التخلي عن رسوم واجهة المستخدم إرو كثيفة الرسومات، واستبدلتها بواجهة «مترو» «البسيطة والمخططة بمربعات»؛ وتتطلب موارد نظام أقل. ويرجع ذلك التغيير بشكل جزئي إلى ظهور أجهزة أصغر تعمل بالبطارية، والحاجة إلى المحافظة على الطاقة.

## الاستخدامات
قد يُنتج المطورون واجهات مستخدم بسيطة قدر الإمكان عن طريق التخلص من الأزرار ومربعات الحوار التي قد تشتت المُستخدم. وتُستخدم فلسفة الاعتدال أحيانًا في معنى في الفنون البصرية، وخاصةً في التصميم الصناعي للأجهزة أو سمات البرامج.
حاول بعض المطورين ابتكار برامج تؤدي مهمة معينة بأقل عدد من خطوط الكود، أو أصغر حجم مجمع قابل للتنفيذ على منصة معينة. تعتبر بعض إصدارات أنظمة تشغيل لينوكس الاعتدال هدفًا لها. ومن أمثلة تلك الأنظمة؛ بوبي لينوكس، وبودهي لينوكس، وداين بوليك، ودي إس إل لينوكس.
أشار جون ميلر كارول في كتابه الاعتدال بعيدًا عن قمع نورنبيرج إلى استخدام الاعتدال، والذي قد ينتج عنه منحنى تعلم صغير/أو لا ينتج أي منحنى، بالاستفادة من الأجهزة سريعة الاستخدام، مثل ألعاب الفيديو، ووماكينات الصرف الآلي، وماكينات الاقتراع، وأكشاك المولات، والتي لا تحتاج من المستخدم قراءة أدلة الاستخدام. أجرى بعض باحثي واجهة المستخدم تجارب لإثبات أن الاعتدال، كما هو موضح في مبادئ القصد والشفافية، يعزز الكفاءة والقدرة على التعلم.
كما يظهر الاعتدال في فلسفة يونكس "افعل شيئًا واحدًا وأتقنه.